# Зенгер (космически апарат)
Зенгер е немски проект на орбитален самолет, замислен от Ойген Зенгер, разработван от 1961 до 1974 година от компанията Junkers.
Концептуално системата е двустепенна, подобна на тази на Космическата совалка, но като първа степен се използва самолет-носител, излитащ от обикновена писта и издигащ космическия апарат в стратосферата на височина от 30 km. Предимството на този подход е използването на извънборден въздух като окислител на двигателя на първата степен, което намалява теглото на носителя. При успешно стартиране, след разделянето горната степен набира скорост от 1000 km/h и височина, при която до голяма степен липсва аеродинамично съпротивление. Друго предимство са широките възможности за управление на траекторията на първата степен, позволяващо много гъвкав избор на целеви орбити на апарата.
Орбиталният самолет (втората степен) е с дължина 31 m и с размах на крилете 12 m. Предполага се, че Зенгер е проектиран за екипаж от двама астронавти. Разработката е прекратена, а по-късно се появява за кратко под формата на сходния проект Зенгер-2.

## Зенгер-2
В края на 80-те години на ХХ век проектът Зенгер-2 е предложен от немската компания Месершмит-Бьолков-Блом (MBB) като европейска алтернатива на американската Космическа совалка. Системата е с хоризонтално излитане и кацане. Горната степен трябва да се отделя от самолета-носител на височина от 30 km и скорост от около 7 Мах. Като горна степен може да се използва товарен модул CARGUS (на английски: CARGo Upper Stage – товарна горна степен) с товароподемност 10 тона или орбиталния самолет HORUS (на английски: Hypersonic ORbital Upper Stage – хиперзвукова орбитална горна степен), с кабина за 2 – 6 астронавти и отсек за товари от 2 до 4 тона, с възможност за преустройство на товарната секция в пътнически салон за 36 пасажери.
Общото тегло на системата е предвидено да е около 366 тона. Самолетът-носител има собствено тегло от 156 тона плюс 98 тона водородно гориво. Масата на орбиталния самолет е 33 тона, а теглото на горивото и окислителя (съответно: течен водород и течен кислород) – 74 тона.
Общата товароподемност на орбиталния самолет е предвидена за 5 тона.
През 1991 г. компанията MBB успява да създаде първия в Европа турбоправопоточен двигател, преминал серия от наземни тестове. Въпреки това, през 1994 г. проектът е подложен на ревизия, според резултатите от която, в сравнение с разработваната по същото време европейската ракета-носител Ариана-5, Зенгер-2 не оправдава значителните финансови разходи за развойна дейност и през 1995 г. проектът е закрит.